# 高射炮 (雜誌)
《高射炮》是一本富有傳奇色彩的香港成人雜誌，出版之前先於各大報章刊登大頁廣告，廣告內容更十分露骨，出版後又於報章專欄大造書評，實屬罕見。初期為十日刊，逢9號、19號、29號出版。
《高射炮》主要以香港地道龍頭成人雜誌《龍虎豹》為競爭對手，但內容相比《龍虎豹》更為大膽，以展露華裔女性的性器官大特寫為主。創刊號更附有3D立體眼鏡，開創香港成人雜誌的先河，其後創刊的《西急》（SCOOP中文版）亦有仿傚附送3D立體眼鏡。
《高射炮》當年的廣告內容為：「前無古人，後無敵手，一本真正為手淫而設的刊物！」又請報章專欄作家為該刊作書評造勢，說其「紙質一流，白淨滑溜，同類書刊無可比美」等，可惜由於雜誌過於露骨，最後亦難逃被停刊的命運。